# Vista Alegre (Curitiba)
Vista Alegre é um bairro localizado na região noroeste de Curitiba. O bairro tem uma história que remonta ao século XIX. A região era originalmente habitada por índios Guaranis, que foram expulsos pelos bandeirantes no século XVII. No século XIX, a região começou a ser ocupada por colonos alemães, italianos e poloneses que se estabeleceram na região para a prática da agricultura. A paisagem rural de Vista Alegre ganhou forma com as plantações e construções típicas da arquitetura alemã da época. As atividades agrícolas prosperaram, e o bairro tornou-se conhecido pela produção de alimentos de alta qualidade.  Os colonos alemães trouxeram consigo suas tradições e cultura, que influenciaram o desenvolvimento do bairro. O bairro passou a ser conhecido como "Jardim Schaffer", em homenagem à família Schaffer, que foi uma das primeiras famílias alemãs a se estabelecer na região.
O bairro recebeu seu nome de um antigo proprietário rural, que descreveu “Vista Alegre” referindo-se à vista privilegiada de seu terreno sendo situado em uma colina, o que lhe conferia uma vista privilegiada da cidade.  No início do século XX, o bairro Vista Alegre ainda era uma região rural, com poucas casas e estradas.  O desenvolvimento urbano teve início em 1955, momento em que as chácaras deram espaço aos loteamentos. Foi nesta época que o Vista Alegre passou a ser incorporado à urbanização. Anteriormente fazia parte das Mercês, fazendo com que o bairro também fosse conhecido como "Vista Alegre das Mercês" . O bairro é cercado por morros, matas, bosques e praças verdes o que contribui para o seu clima ameno e agradável.